# Dumasia forrestii
Dumasia forrestii är en ärtväxtart som beskrevs av Friedrich Ludwig Diels. Dumasia forrestii ingår i släktet Dumasia och familjen ärtväxter. Inga underarter finns listade i Catalogue of Life.